# ۵۵۰ (میلادی)
۵۵۰ (میلادی) پانصد و پنجاهمین سال تقویم میلادی است.

## درگذشتگان
‎